# 葵阳关遗址
葵阳关遗址，位于中国广东省揭阳市惠来县周田镇兴岗村，为惠来县的一个县级文物保护单位，类型为古遗址，公布时间为1983年。
葵阳关遗址的历史年代为明代。